# Bernd Sikora
Bernd Sikora (* 18. August 1940 in Stollberg/Erzgeb.) ist ein deutscher Architekt, Grafiker und Autor.

## Leben und Wirken
Sikora ist Kind der Kaufmannsfamilie Georg und Eleonore Sikora. Nachdem er Kindheit und Jugend in Oelsnitz im Erzgebirge verbracht hatte, prägten Reisen nach Leipzig, Stuttgart und zum Lago Maggiore seine Berufswunsch Architekt zu werden. Er studierte von 1956 bis 1960 Architektur und Hochbau an der Ingenieurschule für Bauwesen Leipzig. Nach dem erfolgreichen Abschluss war er bis 1965 als Architekt im Hochbau tätig. Durch seine Zusammenarbeit mit Künstlern im Messe- und Ausstellungsbau interessierte er sich verstärkt für Gestaltung und Design im Stil des Bauhauses. Von 1965 bis 1970 studierte er an der Hochschule für Grafik und Buchkunst Leipzig unter anderen bei Werner Tübke und Wolfgang Mattheuer und dem Ausstellungsspezialisten Gerhard Brose. Nach diesem Studium war Sikora als Freier Künstler im Bereich angewandte Kunst tätig und erhielt ab 1971 einen Lehrauftrag für Gestaltungstheorie an der TU Magdeburg und von 1972 bis 1997 den Lehrauftrag für Kunstgeschichte, Bühnenbild und Gestaltungstheorie an der Theaterhochschule Leipzig.
1982 war Bernd Sikora als freier Autor der Komischen Oper Berlin Librettist für die Entwicklung neuer Tanztheaterstücke. Die wichtigsten Uraufführungen waren "Spiel mit Würfeln" zur Sinfonie in drei Sätzen von Igor Stravinsky und "Albtraum einer Ballerina" (Idee: Tom Schilling) zu einer Neukomposition von Siegfried Matthus. Für seinen Beitrag im Wettbewerb für neue Bühnenstücke des Theaterverbandes der DDR erhielt er einen Förderpreis.
Nach 1972 schuf er für das Poethische Theater der Studentenbühne der Universität Leipzig Bühnenbilder und Plakate. Nach 1990 arbeitete er mit dem Tanztheater Irina Pauls am Schauspielhaus Leipzig zusammen (1994: "Südraum", 1996: "Winterkinder").
Nach 1980 lag der Schwerpunkt seiner Arbeit in Landschafts- und Raumkunstobjekten. Realisiert wurde der nunmehr denkmalgeschützte "Plastikpark" im Leipziger Stadtzentrum sowie die Alfred-Frank-Anlage in Leipzig-Grünau. Nach einem Wettbewerb wurde der zentrale Platz im Justizzentrum "Albrecht der Bär" in Stendal realisiert. Weitere Freiraumprojekte, u. a. für Bad Frankenhausen und Weida (Thüringen), wurden beauftragt, doch in Folge der Entwicklung der Wendezeit abgebrochen.
Sikora war bis 1990 Mitglied des Verbands Bildender Künstler der DDR. Er war 1974, 1979 und 1985 in auf der Bezirkskunstausstellung und 1982/1983 und 1987/1988 in Dresden auf der IX. und X. Kunstausstellung der DDR vertreten.
Seit 1990 konzentrierte sich die Arbeit von Bernd Sikora auf die Rettung historischer Stadtgebiete, unter anderem für das Leipziger Waldstraßenviertel, Platz- und Brückengestaltungen sowie die Revitalisierung der Leipziger Flusslandschaft (unter anderem im Verein "Neue Ufer" – ausgezeichnet mit dem Hannover-Preis).
Er war Lehrbeauftragter für Industriearchitektur am Institut für Industriearchäologie, Wissenschafts- und Technikgeschichte der TU Bergakademie Freiberg und ist Referent bei Vorträgen und Führungen. Sikora ist Gründungsvorsitzender des Deutschen Werkbundes Sachsen. Von 2006 bis 2008 war er Vorsitzender des Deutschen Werkbundes.
Bernd Sikora war von 1972 mit dem Kunsthistoriker Peter Guth befreundet und lebte mit diesem bis zu seinem frühen Tod im Jahr 2004 zusammen. Mit seinem Freund sowie mit Fotografen Norbert Vogel entstand ab 1976 der umweltkritische Bildband "Leipziger Landschaften", der nach vielen Reglementierungen 1986 zum Druck freigegeben wurde und ein Jahr später in den Buchhandlungen der DDR und BRD erhältlich war. Dieses Buch wurde eine der wichtigsten Publikationen der Wendezeit. Nach dem Tod von Peter Guth lag der Schwerpunkt auf publizistischer Tätigkeit mit einer Vielzahl von Foto-Bildbänden, Kuratorentätigkeit für Ausstellungen zur Industriearchitektur sowie einer Wanderausstellung in Sibiu (Hermannstadt), Rumänien, zur denkmalgerechten Altstadtsanierung.
Im Jahr 2020 erschien im Mitteldeutschen Verlag (Halle/Saale) "Siebenhöfen", der erste Roman von Sikora.

## Werke (Auswahl)

### Bauten und baubezogene künstlerische Arbeiten

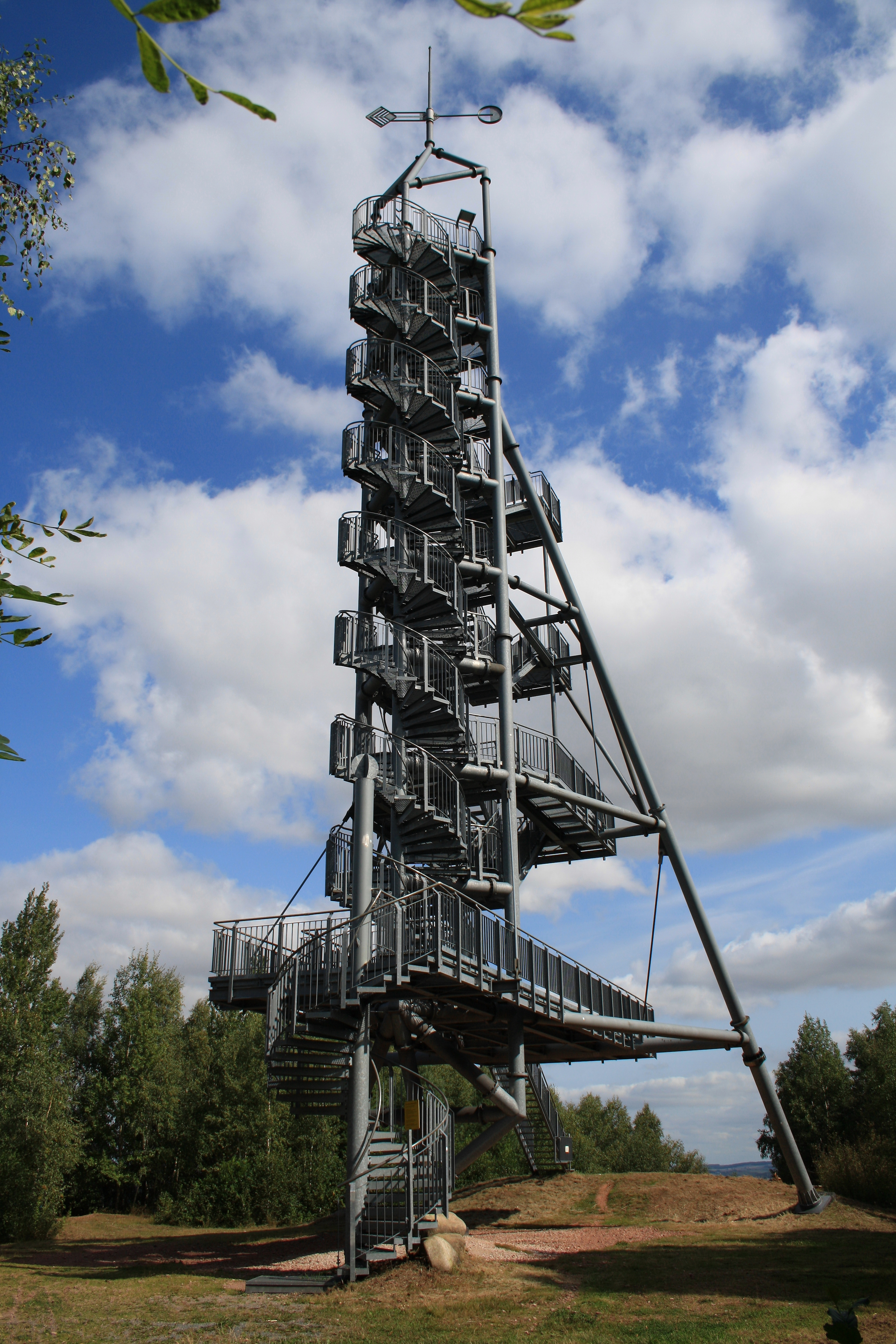
Der Glückaufturm

- 1980: Hund und Katze. Künstlerische Giebelgestaltung am Eingang des Bruno-Plache-Stadions in Leipzig
- 1983–1986: räumliche Gestaltung mit Klinkern und Beleuchtungselementen; Leipzig, damalige Sprachheilschule „Käthe Kollwitz“
- 1984/1985: Entwurf der Eingangsgestaltung der damaligen Kinder- und Jugendsportschule Rudolf Friedrichs in Leipzig (gelbe Klinker)
- 2000: Glückaufturm, Aussichtsturm auf einer ehemaligen Abraumhalde in Oelsnitz/Erzgeb.
- 2003: Heilige Brücke, Fußgängerbrücke über den Elstermühlgraben in Leipzig
- 2006: Platz über der Gustav-Adolf-Brücke am Elstermühlgraben in Leipzig
- 2010 (fertig gestellt): Zentraler Platz des Justizzentrums "Albrecht der Bär" in Stendal
- 2010: denkmalgerechte Rekonstruktion der Pfeilerhalle im Grassi Museum Leipzig

### Auswahl an Publikationen
- Peter Guth, Bernd Sikora, Norbert Vogel: Leipziger Landschaften. Greifenverlag, Rudolstadt, 1986, ISBN 3-7352-0205-5.

- Oelsnitz/Erzgebirge. Die Neue Landschaft. Passage, Leipzig 1999, ISBN 3-932900-27-8.
- Tage in Oelsnitz im Erzgebirge. Miriquidi Media, Leipzig 2009, ISBN 978-3-9809271-1-6.
- Industriearchitektur in Sachsen. Erhalten durch neue Nutzung. (Fotos: Bertram Kober) Edition Leipzig, Leipzig 2010, ISBN 978-3-361-00654-6.
- Das Leipziger Waldstraßenviertel – Ein Führer durch Geschichte und Gegenwart Miriquidi Media, Leipzig 2011, ISBN 978-3-9809271-2-3.
- mit Peter Franke:
  - Leipziger Wasser- und Parklandschaften (mit dem Rössing-Preis ausgezeichnet), Edition Leipzig 2009, ISBN 978-3-361-00647-8
  - Unterwegs. Zwischen Leipzig und dem Erzgebirge. Sax-Verlag, Leipzig 2015, ISBN 978-3-86729-130-9.
  - Leipzigs schönste Häuser – vom Jugendstil bis zur Moderne, Passage-Verlag Leipzig 2019, ISBN 978-3-95415-081-6
- Balanceakte. Ein Leben zwischen Kunst, Architektur und Politik. Mitteldeutscher Verlag, Halle (Saale) 2018, ISBN 978-3-95462-956-5.
- Siebenhöfen Mitteldeutscher Verlag, Halle (Saale) 2020, ISBN 978-3-96311-384-0.
- Industriearchitektur in Sachsen im Europäischen Kontext. Mitteldeutscher Verlag, Halle (Saale) 2021, ISBN 978-3963114663
- Walter Gropius: Ein Spaziergang mit dem Bauhausdirektor. Weimarer Verlagsgesellschaft 2022, ISBN 978-3-737402729